# NBA 2021/22
NBA 2021/22 was het 76e seizoen van de NBA. Het seizoen begon op 19 oktober 2021 en liep tot 16 juni wanneer de Golden State Warriors de Boston Celtics versloegen in de finale.

## Verloop
Er werd voor het eerst weer 82 wedstrijden gespeeld door elke ploeg na twee seizoenen die ingekort werden door covid. Het reguliere seizoen liep van 19 oktober 2021 tot 10 april 2022. De nummers 1 t/m 6 van beide conferences plaatsten zich rechtstreeks voor de play-offs. De nummers 7 t/m 10 speelden voor het tweede seizoen 'play-ins'. De NBA All-Star Game werd gespeeld in het Rocket Mortgage FieldHouse op 20 februari 2022. De play-offs werden gehouden van 16 april tot 16 juni 2022. De Golden State Warriors versloegen de Boston Celtics in de finale met 4 tegen 2.

### 75-jaar viering
Op 7 juli 2021 kondigde de NBA aan dat het zijn 75e verjaardag zou herdenken gedurende het hele seizoen 2021-22. Een 75e jubileum diamanten logo is te zien in promoties in alle NBA activiteiten gedurende het seizoen, inclusief op merchandise, digitale en sociale media, en op de vloer van de zalen. Het kondigde ook het 75e jubileumteam aan, dat de grootste spelers uit de NBA-geschiedenis eert, zoals gekozen door een panel van media, huidige en voormalige spelers, coaches, algemeen managers en teammanagers. Alle NBA tenues zijn voorzien van de Nike (Association, Icon en City tenue) en Jordan Brand (Statement en Charlotte Hornets tenue) logo's in een ruitversiering, terwijl het normale NBA logo op de rug ook is aangepast met ruitversieringen en het NBA merk is vervangen door het nummer 75.
De City editie voor dit seizoen had uniformen met verschillende designelementen uit verschillende decennia, waarbij 27 van de 30 teams deze uniformen droegen. De enige teams die niet meededen waren de New Orleans Pelicans, Phoenix Suns en Utah Jazz. De Suns en Jazz droegen de City uniformen van vorig seizoen, terwijl de Pelicans een meer standaard City uniform droegen als eerbetoon aan de stad New Orleans. Het Classic edition-uniform voor dit seizoen zou worden gedragen door de Boston Celtics, Golden State Warriors en New York Knicks, de drie overgebleven franchises van de NBA uit het eerste seizoen. Het klassieke Nike wordmark-and-swoosh logo verschijnt op de Classic uniformen. Het klassieke Nike wordmark-and-swoosh logo staat op de Classic uniformen.
De NBA onthulde ook een nieuwe reeks prijzen om winnaars van divisie- en conferentiekampioenschappen en de MVP's van de conferentiefinales te eren. De divisiekampioenschappen werden genoemd naar Nat "Sweetwater" Clifton (Atlantic Division), Wayne Embry (Central Division), Earl Lloyd (Southeast Division), Willis Reed (Southwest Division), Sam Jones (Northwest Division), en Chuck Cooper (Pacific Division). De voorheen naamloze Conference Championship Trophies werden hernoemd ter ere van Bob Cousy (Eastern Conference) en Oscar Robertson (Western Conference), terwijl de topspeler van elke Conference Finals nu prijzen krijgt die respectievelijk naar Larry Bird (Eastern) en Magic Johnson (Western) zijn vernoemd. Bovendien werd de Larry O'Brien Championship Trophy opnieuw ontworpen, zodat de bovenste ronde schijf de eerste 75 NBA-kampioenen weergeeft, en de onderste schijf de volgende 25 kampioenen.

## Coachwissels
| Team                        | 2020/21                  | 2021/22                  |
| Voor het seizoen 2021/22    | Voor het seizoen 2021/22 | Voor het seizoen 2021/22 |
| --------------------------- | ------------------------ | ------------------------ |
| Atlanta Hawks               | Nate McMillan (interim)  | Nate McMillan            |
| Boston Celtics              | Brad Stevens             | Ime Udoka                |
| Dallas Mavericks            | Rick Carlisle            | Jason Kidd               |
| Indiana Pacers              | Nate Bjorkgren           | Rick Carlisle            |
| New Orleans Pelicans        | Stan Van Gundy           | Willie Green             |
| Orlando Magic               | Steve Clifford           | Jamahl Mosley            |
| Portland Trailblazers       | Terry Stotts             | Chauncey Billups         |
| Washington Wizards          | Scott Brooks             | Wes Unseld Jr.           |
| Tijdens het seizoen 2021/22 |                          |                          |
| Sacramento Kings            | Luke Walton              | Alvin Gentry (interim)   |

## All Star Weekend
Het All Star Weekend van 2022 werd gehouden op 9 en 10 februari 2022 in Cleveland.

### All Star Saturday
- Skills Challenge = winnaar Team Cavs (Jarrett Allen, Darius Garland, Evan Mobley)
- Three Point Contest = winnaar Karl-Anthony Towns
- Slam Dunk Contest = winnaar Obi Toppin

### All Star Game
Uit de Western Conference werd Lebron James verkozen tot captain en uit de Eastern Conference werd dit Kevin Durant.
| Pos                                     | Player             | Team                   |          |
| Starters                                | Starters           | Starters               | Starters |
| --------------------------------------- | ------------------ | ---------------------- | -------- |
| C                                       | Joel Embiid        | Philadelphia 76ers     |          |
| F                                       | Andrew Wiggins     | Golden State Warriors  |          |
| F                                       | Jayson Tatum       | Boston Celtics         |          |
| G                                       | Ja Morant          | Memphis Grizzlies      |          |
| G                                       | Trae Young         | Atlanta Hawks          |          |
| Reserves                                |                    |                        |          |
| G                                       | Devin Booker       | Phoenix Suns           |          |
| C                                       | Karl-Anthony Towns | Minnesota Timberwolves |          |
| G                                       | Zach LaVine        | Chicago Bulls          |          |
| G                                       | Dejounte Murray    | San Antonio Spurs      |          |
| G                                       | Khris Middleton    | Milwaukee Bucks        |          |
| G                                       | LaMelo Ball        | Charlotte Hornets      |          |
| C                                       | Rudy Gobert        | Utah Jazz              |          |
| Hoofdcoach: Erik Spoelstra (Miami Heat) |                    |                        |          |

| Pos                                       | Player                | Team                  |          |
| Starters                                  | Starters              | Starters              | Starters |
| ----------------------------------------- | --------------------- | --------------------- | -------- |
| c                                         | Nikola Jokić          | Denver Nuggets        |          |
| F                                         | LeBron James          | Los Angeles Lakers    |          |
| F                                         | Giannis Antetokounmpo | Milwaukee Bucks       |          |
| G                                         | DeMar DeRozan         | Chicago Bulls         |          |
| G                                         | Stephen Curry         | Golden State Warriors |          |
| Reserves                                  |                       |                       |          |
| G                                         | Luka Dončić           | Dallas Mavericks      |          |
| C                                         | Jarrett Allen         | Cleveland Cavaliers   |          |
| G                                         | Darius Garland        | Cleveland Cavaliers   |          |
| G                                         | Chris Paul            | Phoenix Suns          |          |
| F                                         | Jimmy Butler          | Miami Heat            |          |
| G                                         | Donovan Mitchell      | Utah Jazz             |          |
| G                                         | Fred VanVleet         | Toronto Raptors       |          |
| Hoofdcoach: Monty Williams (Phoenix Suns) |                       |                       |          |

| All Star Game |             |     |
|               |             |     |
|               | Team Lebron | 163 |
|               | Team Durant | 160 |

## Eindstand regulier seizoen
| Eastern Conference  | W  | V  |
| ------------------- | -- | -- |
| Miami Heat*         | 53 | 29 |
| Boston Celtics*     | 51 | 31 |
| Milwaukee Bucks*    | 51 | 31 |
| Philadelphia 76ers  | 51 | 31 |
| Toronto Raptors     | 48 | 34 |
| Chicago Bulls       | 46 | 36 |
| Brooklyn Nets       | 44 | 38 |
| Cleveland Cavaliers | 44 | 38 |
| Atlanta Hawks       | 43 | 39 |
| Charlotte Hornets   | 43 | 39 |
| New York Knicks     | 37 | 45 |
| Washington Wizards  | 35 | 47 |
| Indiana Pacers      | 25 | 57 |
| Detroit Pistons     | 23 | 59 |
| Orlando Magic       | 22 | 60 |

| Western Conference     | W  | V  |
| ---------------------- | -- | -- |
| Phoenix Suns*          | 64 | 18 |
| Memphis Grizzlies*     | 56 | 26 |
| Golden State Warriors  | 53 | 29 |
| Dallas Mavericks       | 52 | 30 |
| Utah Jazz*             | 49 | 33 |
| Denver Nuggets         | 48 | 34 |
| Minnesota Timberwolves | 46 | 36 |
| LA Clippers            | 42 | 40 |
| New Orleans Pelicans   | 36 | 46 |
| San Antonio Spurs      | 34 | 48 |
| LA Lakers              | 33 | 49 |
| Sacramento Kings       | 30 | 52 |
| Portland Trail Blazers | 27 | 55 |
| Oklahoma City Thunder  | 24 | 58 |
| Houston Rockets        | 20 | 62 |

*Winnaars van de zes divisies

## Playoffs
|  | Eerste ronde | Eerste ronde           | Eerste ronde          |   |                       | Conference Halve Finale | Conference Halve Finale | Conference Halve Finale |  |  | Conference Finale | Conference Finale | Conference Finale     |   |  | NBA Finale | NBA Finale | NBA Finale |
|  |              |                        |                       |   |                       |                         |                         |                         |  |  |                   |                   |                       |   |  |            |            |            |
|  |              | Phoenix Suns           | 4                     |   |                       |                         |                         |                         |  |  |                   |                   |                       |   |  |            |            |            |
|  |              | New Orleans Pelicans   | 2                     |   |                       |                         |                         |                         |  |  |                   |                   |                       |   |  |            |            |            |
|  |              | New Orleans Pelicans   | 2                     |   | Phoenix Suns          | 3                       |                         |                         |  |  |                   |                   |                       |   |  |            |            |            |
|  |              |                        |                       |   | Phoenix Suns          | 3                       |                         |                         |  |  |                   |                   |                       |   |  |            |            |            |
|  |              |                        | Dallas Mavericks      | 4 |                       |                         |                         |                         |  |  |                   |                   |                       |   |  |            |            |            |
|  |              | Dallas Mavericks       | Dallas Mavericks      | 4 | 4                     |                         |                         |                         |  |  |                   |                   |                       |   |  |            |            |            |
|  |              |                        |                       |   | 4                     |                         |                         |                         |  |  |                   |                   |                       |   |  |            |            |            |
|  |              | Utah Jazz              | 2                     |   |                       |                         |                         |                         |  |  |                   |                   |                       |   |  |            |            |            |
|  |              |                        |                       |   |                       |                         | Dallas Mavericks        | 1                       |  |  |                   |                   |                       |   |  |            |            |            |
|  |              |                        |                       |   |                       |                         |                         |                         |  |  |                   |                   |                       |   |  |            |            |            |
|  |              |                        | Golden State Warriors | 4 |                       |                         |                         |                         |  |  |                   |                   |                       |   |  |            |            |            |
|  |              | Golden State Warriors  | Golden State Warriors | 4 | 4                     |                         |                         |                         |  |  |                   |                   |                       |   |  |            |            |            |
|  |              |                        |                       |   | 4                     |                         |                         |                         |  |  |                   |                   |                       |   |  |            |            |            |
|  |              | Denver Nuggets         | 1                     |   |                       |                         |                         |                         |  |  |                   |                   |                       |   |  |            |            |            |
|  |              | Denver Nuggets         | 1                     |   | Golden State Warriors | 4                       |                         |                         |  |  |                   |                   |                       |   |  |            |            |            |
|  |              |                        |                       |   | Golden State Warriors | 4                       |                         |                         |  |  |                   |                   |                       |   |  |            |            |            |
|  |              |                        | Memphis Grizzlies     | 2 |                       |                         |                         |                         |  |  |                   |                   |                       |   |  |            |            |            |
|  |              | Memphis Grizzlies      | Memphis Grizzlies     | 2 | 4                     |                         |                         |                         |  |  |                   |                   |                       |   |  |            |            |            |
|  |              |                        |                       |   | 4                     |                         |                         |                         |  |  |                   |                   |                       |   |  |            |            |            |
|  |              | Minnesota Timberwolves | 2                     |   |                       |                         |                         |                         |  |  |                   |                   |                       |   |  |            |            |            |
|  |              |                        |                       |   |                       |                         |                         |                         |  |  |                   |                   | Golden State Warriors | 4 |  |            |            |            |
|  |              |                        |                       |   |                       |                         |                         |                         |  |  |                   |                   |                       | 4 |  |            |            |            |
|  |              |                        | Boston Celtics        | 2 |                       |                         |                         |                         |  |  |                   |                   |                       |   |  |            |            |            |
|  |              | Miami Heat             | Boston Celtics        | 2 | 4                     |                         |                         |                         |  |  |                   |                   |                       |   |  |            |            |            |
|  |              | Miami Heat             |                       |   | 4                     |                         |                         |                         |  |  |                   |                   |                       |   |  |            |            |            |
|  |              | Atlanta Hawks          | 1                     |   |                       |                         |                         |                         |  |  |                   |                   |                       |   |  |            |            |            |
|  |              | Atlanta Hawks          | 1                     |   | Miami Heat            | 4                       |                         |                         |  |  |                   |                   |                       |   |  |            |            |            |
|  |              |                        |                       |   | Miami Heat            | 4                       |                         |                         |  |  |                   |                   |                       |   |  |            |            |            |
|  |              |                        | Philadelphia 76ers    | 2 |                       |                         |                         |                         |  |  |                   |                   |                       |   |  |            |            |            |
|  |              | Philadelphia 76ers     | Philadelphia 76ers    | 2 | 4                     |                         |                         |                         |  |  |                   |                   |                       |   |  |            |            |            |
|  |              |                        |                       |   | 4                     |                         |                         |                         |  |  |                   |                   |                       |   |  |            |            |            |
|  |              | Toronto Raptors        | 2                     |   |                       |                         |                         |                         |  |  |                   |                   |                       |   |  |            |            |            |
|  |              |                        |                       |   |                       |                         | Miami Heat              | 3                       |  |  |                   |                   |                       |   |  |            |            |            |
|  |              |                        |                       |   |                       |                         |                         |                         |  |  |                   |                   |                       |   |  |            |            |            |
|  |              |                        | Boston Celtics        | 4 |                       |                         |                         |                         |  |  |                   |                   |                       |   |  |            |            |            |
|  |              | Milwaukee Bucks        | Boston Celtics        | 4 | 4                     |                         |                         |                         |  |  |                   |                   |                       |   |  |            |            |            |
|  |              | Milwaukee Bucks        |                       |   | 4                     |                         |                         |                         |  |  |                   |                   |                       |   |  |            |            |            |
|  |              | Chicago Bulls          | 1                     |   |                       |                         |                         |                         |  |  |                   |                   |                       |   |  |            |            |            |
|  |              | Chicago Bulls          | 1                     |   | Milwaukee Bucks       | 3                       |                         |                         |  |  |                   |                   |                       |   |  |            |            |            |
|  |              |                        |                       |   | Milwaukee Bucks       | 3                       |                         |                         |  |  |                   |                   |                       |   |  |            |            |            |
|  |              |                        | Boston Celtics        | 4 |                       |                         |                         |                         |  |  |                   |                   |                       |   |  |            |            |            |
|  |              | Boston Celtics         | Boston Celtics        | 4 | 4                     |                         |                         |                         |  |  |                   |                   |                       |   |  |            |            |            |
|  |              | Boston Celtics         |                       |   | 4                     |                         |                         |                         |  |  |                   |                   |                       |   |  |            |            |            |
|  |              | Brooklyn Nets          | 0                     |   |                       |                         |                         |                         |  |  |                   |                   |                       |   |  |            |            |            |

## Prijzen

### Individuele Prijzen
- Most Valuable Player: 
  Nikola Jokić (Denver Nuggets)
- Finals Most Valuable Player: 
  Stephen Curry   (Golden State Warriors)
- Rookie of the Year: 
  Scottie Barnes (Toronto Raptors)
- Defensive Player of the Year 
  Marcus Smart (Boston Celtics)
- NBA Sixth Man of the Year: 
  Tyler Herro (Miami Heat)
- Most Improved Player: 
  Ja Morant (Memphis Grizzlies)
- NBA Coach of the Year: 
  Monty Williams (Phoenix Suns)

- NBA Sportsmanship Award: 
 Patty Mills (Brooklyn Nets)
- Twyman–Stokes Teammate of the Year Award: 
 Jrue Holiday (Milwaukee Bucks)
- NBA Hustle Award: 
 Marcus Smart (Boston Celtics)
- NBA Community Assist Award: 
 Gary Payton II (Golden State Warriors)
- Kareem Abdul-Jabbar Social Justice Champion Award: 
 Reggie Bullock (Dallas Mavericks)

### All-NBA Teams
- All-NBA First Team:
  - F Giannis Antetokounmpo, Milwaukee Bucks
  - F Jayson Tatum, Boston Celtics
  - C Nikola Jokić, Denver Nuggets
  - G Luka Dončić, Dallas Mavericks
  - G Devin Booker, Phoenix Suns

- All-NBA Second Team:
  - F DeMar DeRozan, Chicago Bulls
  - F Kevin Durant, Brooklyn Nets
  - C Joel Embiid, Philadelphia 76ers
  - G Stephen Curry, Golden State Warriors
  - G Ja Morant, Memphis Grizzlies

- All-NBA Third Team:
  - F LeBron James, Los Angeles Lakers
  - F Pascal Siakam, Toronto Raptors
  - C Karl-Anthony Towns, Minnesota Timberwolves
  - G Chris Paul, Phoenix Suns
  - G Trae Young, Atlanta Hawks

- NBA All-Defensive First Team:
  - F Giannis Antetokounmpo, Milwaukee Bucks
  - F Jaren Jackson Jr., Memphis Grizzlies
  - C Rudy Gobert, Utah Jazz
  - G Marcus Smart, Boston Celtics
  - G Mikal Bridges, Phoenix Suns

- NBA All-Defensive Second Team:
  - F Bam Adebayo, Miami Heat
  - F Draymond Green, Golden State Warriors
  - C Robert Williams III, Boston Celtics
  - G Jrue Holiday, Milwaukee Bucks
  - G Matisse Thybulle, Philadelphia 76ers

- NBA All-Rookie First Team:
  - Scottie Barnes, Toronto Raptors
  - Cade Cunningham, Detroit Pistons
  - Evan Mobley, Cleveland Cavaliers
  - Franz Wagner, Orlando Magic
  - Jalen Green, Houston Rockets

- NBA All-Rookie Second Team:
  - Herbert Jones, New Orleans Pelicans
  - Josh Giddey, Oklahoma City Thunder
  - Bones Hyland, Denver Nuggets
  - Ayo Dosunmu, Chicago Bulls
  - Chris Duarte, Indiana Pacers

1950 · 1951 · 1952 · 1953 · 1954 · 1955 · 1956 · 1957 · 1958 · 1959 · 
1960 · 1961 · 1962 · 1963 · 1964 · 1965 · 1966 · 1967 · 1968 · 1969 · 
1970 · 1971 · 1972 · 1973 · 1974 · 1975 · 1976 · 1977 · 1978 · 1979 · 
1980 · 1981 · 1982 · 1983 · 1984 · 1985 · 1986 · 1987 · 1988 · 1989 · 
1990 · 1991 · 1992 · 1993 · 1994 · 1995 · 1996 · 1997 · 1998 · 1999 · 
2000 · 2001 · 2002 · 2003 · 2004 · 2005 · 2006 · 2007 · 2008 · 2009 · 
2010 · 2011 · 2012 · 2013 · 2014 · 2015 · 2016 · 2017 · 2018 · 2019 · 
2020 · 2021 · 2022 · 2023 · 2024